# بالگردگاه سیستم تلفن
بالگردگاه سیستم تلفن (به انگلیسی: United Telephone System Heliport) یک فرودگاه خصوصی است. این فرودگاه در کشور ایالات متحده آمریکا قرار دارد و در ارتفاع ۳۰ متری از سطح دریا واقع شده است.